# Gnophos lequatrei
Gnophos lequatrei är en fjärilsart som beskrevs av Claude Herbulot 1988. Gnophos lequatrei ingår i släktet Gnophos och familjen mätare. Inga underarter finns listade i Catalogue of Life.